# Partido Demócrata Cristiano (Paraguay)
El Partido Demócrata Cristiano es un partido paraguayo que surge en 1960 como Movimiento Social Demócrata Cristiano, de un grupo de militantes de Acción Católica, Juventud Universitaria Católica y la Juventud Obrera Católica que se reunieron el 15 de mayo de ese año para fundar el movimiento. El partido era considerado ilegal durante la dictadura de Alfredo Stroessner. No fue reconocido sino tras el derrocamiento del régimen, donde pasa a ser un partido legalizado por la Justicia Electoral, el 6 de marzo de 1989. Tras su reconocimiento oficial, participó en varios comicios, ya sea en una sola lista o a través de alianzas. Las autoridades electorales asignaron al PDC el color blanco y el número 6 a su lista de candidatos en las últimas elecciones.

## Ideología
La Democracia Cristiana es un movimiento de ideas que postula una visión de la persona, la sociedad y el mundo basada en el Humanismo Cristiano.
Principios:
- La libertad
- La igualdad
- La solidaridad
- La justicia social
- El pluralismo

Al ser afín a la corriente política surgida en el siglo XIX en Europa, los demócrata-cristianos o democristianos tienen como centro, principio y fin de toda acción política a la persona humana y se autodefine como «de avanzada, moderada, de consenso, de la sensatez o de la racionalidad». lo que lo llevó a ser calificado en la brújula ideológica tanto de Centro como de Centroizquierda o de Centroderecha, según la coyuntura histórica. Así, la Democracia cristiana, en general, a la que se adhiere el PDC, basa su ideario en el pensamiento de Jacques Maritain, quien a través de su libro Humanismo integral, dio a conocer sus postulados, que a la vez, sustentaron en gran medida la discusión en torno a la Doctrina social de la Iglesia. En Paraguay, uno de los seguidores de Maritain fue Luis Alfonso Resck Haitter, figura descollante de la segunda mitad del siglo XX en la vida del partido y del país. No obstante, también integró en sus filas a líderes y dirigentes con una concepción más afín al Socialcristianismo, entendido este pensamiento menos conservador que el otro. No obstante. Para optar por una definición ideológica distinta a la que posee desde su fundación, debe aprobarse la modificación en un Congreso Ideológico. Hasta el 2017 no fue convocado un evento de estas características y naturaleza, por lo que sigue definido sin ser de izquierda o de derecha. Con respecto a vínculos internacionales, mantiene afiliación con la Organización Demócrata Cristiana de América (ODCA) y la Internacional Demócrata de Centro - Internacional Demócrata Cristiana (IDC - CDI).

## Historia
Los días fríos de mayo de 1960 quizás denotaban el contexto político vivido en el país bajo la dictadura stronista. Un grupo de ciudadanos, entre excombatientes de la Guerra del Chaco (1932 - 1935), universitarios y profesionales, más dirigentes sindicalistas y otros, que sumaban casi un centenar y medio, empezaron a dar forma a la organización el viernes 14 de mayo, en una de las aulas del Colegio Técnico del Salecianito, de la capital paraguaya. No fue sino hasta la mañana del sábado 15 de mayo de 1960, cuando la asamblea fundacional terminó por dar vida al Movimiento Social Demócrata Cristiano (MSDC), siendo electo como presidente de la Junta Nacional a Jorge H. Escobar, quien seguiría en el cargo en las cinco primeras convenciones anuales. Fue en la convención realizada en junio de 1969 cuando se resolvió modificar la denominación de movimiento a partido. El pedido oficial de registrar en la Junta Electoral Central al Partido Demócrata Cristiano se dio en octubre de 1970. Sin embargo, el pedido se rechazó y se recurrió a la Corte Suprema de Justicia con una acción de inconstitucionalidad que igualmente llevó años hasta su expedición. No obstante, desarrolló un singular protagonismo pese a su joven vida institucional durante la dictadura. No pocos de sus dirigentes sufrieron la persecución imperante por aquella época a la gente opositora al régimen. Entre sus roles más destacados en la oposición a la dictadura, está el haber formado parte del Acuerdo Nacional, constituido el 31 de diciembre de 1978 por agrupaciones políticas no reconocidas por el gobierno de Stroessner y que sería muy importante en la lucha contra el régimen. También la Iglesia Católica tendría su aporte al Acuerdo Nacional, que entre otros aspectos acordó que los partidos y movimientos opositores se abstengan de participar en las elecciones presidenciales. El PDC tuvo que esperar la caída del régimen stronista para ser reconocido oficialmente como partido, el 6 de marzo de 1989. Entre los primeros comicios de la Post-dictadura que presentó candidatura se puede citar la Constituyente de 1991, en donde obtuvo un escaño. Posteriormente siguió participando con lista propia o en alianzas en las siguientes generales y municipales.

## Organización
Según los estatutos de la Convención Nacional del 28 de agosto del 2011, el Partido Demócrata Cristiano fija su domicilio legal en la
ciudad de Asunción, Capital de la República del Paraguay, pero podrá ser trasladado a algún otro lugar de la República, si así lo decidiere la
autoridad partidaria competente (art. 2). Está constituido por órganos, organismos y organizaciones con funciones deliberativas, ejecutivas y judiciales creadas y reguladas por el estatuto. En el Título III, De la Estructura partidaria, se establece (art. 17) como órganos con funciones preferentemente deliberativas la Convención nacional y convenciones departamentales, las Asambleas de movimientos funcionales y Asambleas de filiares; con funciones preferentemente directivas y ejecutivas la Junta nacional y las juntas departamentales, las Centrales funcionales y departamentos técnicos y las Juntas de filiares y sub-filiares; con funciones preferentemente judiciales están el Tribunal de Justicia, con dos salas (Electoral y de Disciplina); con funciones preferentemente consultivas, el Comité político y, finalmente, con funciones preferentemente de control, la Comisión fiscalizadora. Los órganos nacionales del PDC son la Convención nacional, la autoridad suprema partidaria, integrada por miembros de la Mesa directiva. El cuadro directivo contempla a presidentes y vicepresidentes de las Juntas departamentales, directores y vicedirectores de las Direcciones nacionales y presidentes de las filiares. La distribución de cupos para el caso de Junta departamental es de cinco por cada departamento y uno más por cada quinientos afiliados; las filiares con Junta directiva con mandato al día, cuentan con dos convencionales, más uno por cada 100 afiliados; y los movimientos funcionales a razón de tres convencionales y uno más por cada 100 miembros inscritos (art. 18). En tanto, la Mesa directiva de la Convención nacional se formará
con un presidente; un vicepresidente; dos secretarios titulares y uno suplente. Todos ellos serán electos en listas propuestas y votadas en la
Convención Nacional. Los miembros de la Junta nacional no son elegibles para integrar la Mesa directiva (art.22). Además, como aporte a la educación y formación cívica de la sociedad, el PDC cuenta con el Instituto de Estudios Sociales y Políticas "Cirilo Cáceres Zorrilla", en memoria del destacado profesional y dirigente del gremio de Escribanos del Paraguay, nacido en 1888, quien ejerció en varias oportunidades el cargo de intendente y presidente de la Junta Municipal de su Villarrica natal, además de ejercer la docencia y desarrollar tareas de periodismo, así como varias obras publicadas. Su fallecimiento fue el 19 de diciembre de 1964.

## Actualidad
Para las elecciones presidenciales de 2008, integró la coalición de izquierda Frente Guasú, que llevó a la presidencia al ex obispo, Fernando Lugo. También acompañó otras alianzas, además de presentar candidatos a varios cargos nacionales entre ellos el Senado o el Parlasur, así como aspirantes a otros cargos regionales y locales. Para ello recurrió a figuras "outsiders" de la política. Aunque no logró ninguna representación parlamentaria, sí volvió a captar votos propios, sobre todo después de anteriores experiencias en donde accedió a cargos a través de alianzas. Es de recordar, que en materia de gobiernos locales, cuenta con varios cupos en Juntas Municipales e incluso con una Intendencia, como es el caso de la localidad de Mauricio J. Troche. En sus últimas conducciones, la figura de la mujer fue determinante. De hecho, fue una de las primeras nucleaciones políticas en Paraguay en contar con una presidente, Adalina Gutiérrez. El domingo 6 de noviembre de 2011, fue elegida presidenta del partido, Alba Espinola de Cristaldo. Su sucesora fue Blanca Romero de Ferreira, según el resultado de las elecciones internas del 29 de junio del 2014, aunque el proceso electoral tuvo un matiz conflictivo, por lo que se debió esperar a que el Tribunal Superior de Justicia Electoral (TSJE) desestime las denuncias y recién asuma la nueva conducción en agosto de ese año. La polémica siguió hasta que finalmente la titular renunció a la conducción partidaria, asumiendo el cargo su vicepresidente Pedro Meyer. Para la renovación del cuadro directivo, en las elecciones internas del 2017, de vuelta la polémica se instaló, pero con el retiro de una de las listas finalmente la asamblea se realizó el 11 de marzo de ese año, resultando electo Abraham Fernández. Desde el 16 de octubre de 2019, la presidencia es ejercida por Horacio Enrique Galeano Perrone, tras ser proclamado por el TSJE. El actual titular fue varias veces ministro de Educación, así como del desaparecido Ministerio de Integración, además de varios puestos de relevancia en diferentes entidades públicas. De cara a las elecciones municipales previstas en principio para el 2020, los sufragios fueron suspendidos por la pandemia de Covid-19. Con la nueva fecha dispuesta para el 10 de octubre del 2021, el TSJE igualmente estableció para el domingo 20 de junio del 2021 los comicios al interior de organizaciones y partidos políticos para definir candidaturas. El PDC registró más de 580 aspirantes a algún cargo municipal, en varios distritos, estableciendo igualmente alianzas en otros. Para las internas del 20 de junio, se presenta una sola lista, la del movimiento "Todos por el PDC", instituido a comienzos de la década pasada y actualmente en carácter de "oficialismo" partidario. Además, con otras agrupaciones fraternales, estableció un acuerdo para el control de las 144 mesas electorales en seis distritos de Asunción, para el acto electoral de octubre. Además de la capital, participa en varios distritos en alianza con otras agrupaciones políticas. En tanto, optó por candidaturas propias bajo la lista 6 en al menos 23 comunas, sea con aspirantes a intendentes y concejales o solo concejales. De esta forma se registró como opción electoral propia en Concepción (1 distrito), San Pedro (6), Cordillera (3), Guairá (2), Caaguazú (1), Itapuá (1), Alto Paraná (5), Central (1), Amambay (2) y Presidente Hayes (1). Los cupos ganados en los comicios del 2015, en concejalías correspondieron a los distritos de Dr. Botrell, Guairá; Lambaré (Central) y Pedro Juan Caballero (Amambay). 
En el 2021 renunció el señor Horacio Galeano Perrone, asumiendo en su lugar el antiguo dirigente partidario Miguel Ángel Montaner.
En el año 2022 se crea la Concertación Nacional por un Nuevo Paraguay con miras a las elecciones 2023, integrado por la mayoría de los partidos y movimientos de la oposición. Tienen como candidato a presidente de la República al periodista Hugo Portillo y Tienen como candidato a VICEpresidente de la República al Diplomático ABOG, ESCRIBANO, MIGUEL GERMAN CARVALLO BALBUENA.

## Presidentes
| Persona                             | Periodo           |
| ----------------------------------- | ----------------- |
| Jorge H. Escobar                    | 1960 - 1965       |
| Jerónimo Irala Burgos               | 1965 - 1969       |
| Alfredo Ayala Haedo                 | 1969 - 1972       |
| Hermógenes Rojas Silva              | 1972 - 1973       |
| Luis Alfonso Resck Haitter          | 1973 - 1975       |
| Romulo Periña                       | 1975 - 1976       |
| Aníbal Recalde Sosa                 | 1976 - 1981       |
| Luis Alfonso Resck Haitter          | 1981 - 1983       |
| Romulo Periña                       | 1983 - 1984       |
| Alfredo Rojas León                  | 1984 - 1986       |
| Jerónimo Irala Burgos               | 1986 - 1987       |
| José María Bonin                    | 1987 - 1988       |
| Jorge Darío Cristaldo Montaner      | 1988 - 1991       |
| Ángel Burró                         | 1991 - 1992       |
| Miguel Ángel Montaner               | 1992 - 1995       |
| Jorge Darío Cristaldo Montaner      | 1996 - 1998       |
| Adalina Gutiérrez de Galeano        | 1998 - 2000       |
| Martiniano Capurro                  | 2000 - 2001       |
| Luis Andrada                        | 2001 - 2005       |
| Gerardo Rolón Pose                  | 2005 - 2009       |
| Pablo González Melgarejo            | 2009 (interino)   |
| Alba Estela Espínola de Cristaldo   | 2011 - 2013       |
| Blanca Margarita Romero de Ferreira | 2014 - 2015       |
| Pedro Carlos Meyer                  | 2015 - 2017       |
| Abraham Fernández Ayala             | 2017 - 2019       |
| Horacio Galeano P.                  | 2019 - 2021       |
| Miguel Ángel Montaner (interino)    | 2021 - Actualidad |